# Plan Nacional de Cuencas (Bolivia)
El Plan Nacional Cuencas es la denominación con la cual se identifican el conjunto de lineamientos y acciones de la política pública de cuencas en Bolivia, iniciada durante el Gobierno del Presidente Evo Morales Ayma (2006-2019). El proceso de desarrollo de la política de gestión de agua y cuencas toma como punto de partida la “guerra del agua” ocurrida durante el año 2000 en la ciudad de Cochabamba; hecho que marcó un hito importante en la construcción de la institucionalidad hídrica en Bolivia. Con la presentación de la primera versión del Plan Nacional de Cuenca en el año 2006, (PNC1) como política pública de Gestión Integrada de Recursos Hídricos y Manejo Integral de Cuencas (GIRH/MIC), se enfatiza la importancia del fortalecimiento del rol del Estado Boliviano frente a la gestión de los recursos naturales. Con la segunda versión del Plan Nacional de Cuencas, formulada durante el 2013, este se consolida como política del Estado Plurinacional de Bolivia.

## Historia
En 2006 se lanza el Plan Nacional de Cuencas, como política pública de Gestión Integrada de Recursos Hídricos y Manejo Integral de Cuencas (GIRH/MIC). El PNC se inscribe en el Plan Nacional de Desarrollo del gobierno recién instalado, junto con un paquete de ajustes que incluyó, entre otros, el fortalecimiento del rol estatal en la gestión de los recursos naturales y la creación de un Ministerio del Agua que incorporó tres subsectores: riego, agua potable y cuencas. En 2013 entra en vigencia la segunda versión del Plan Nacional de Cuencas, consolidado entonces como política del Estado Plurinacional de Bolivia. Este plan tuvo su primera programación quinquenal entre 2013 y 2017 y, posteriormente fue extendida con la programación plurianual actualmente vigente que comprende del 2017 al 2020.
Un rasgo clave del PNC, desde su concepción, fue proponerse como política en construcción a partir de la experiencia de acciones y actores involucrados, sin plantear inicialmente un marco institucional y normativo que le quitara flexibilidad. Su propósito radica en que actores implicados en la toma de decisiones sobre el manejo de agua y cuencas, bajo principios de participación, sostenibilidad, respeto mutuo y optimización de los beneficios y de acuerdo a la especificidad de cada lugar contribuyan a forjar, de manera gradual y en función de la necesidad, los mecanismos técnico-normativos de una nueva institucionalidad hídrico-ambiental en Bolivia.

### Iniciativas locales en los años 80 y 90
Entre los antecedentes del PNC, previo al año 2000, se encuentran las iniciativas locales con un enfoque de cuenca que se impulsa en diferentes regiones del país: los más significativos: PROMIC en Cochabamba, SEARPI en Santa Cruz, y PERTT en Tarija. Varias agencias de cooperación y ONG que promovieron estas y otras iniciativas en distintas zonas rurales, incluyeron el enfoque de cuencas en sus modelos de intervención: ADRA, Proyecto Jalda y PCDSMA en Chuquisaca y Potosí; COSUDE, GIZ y CTB en Cochabamba; BID y FAO en Santa Cruz, para mencionar algunos.
A nivel de las instancias de gobierno nacional, los conceptos de gestión de cuencas y desarrollo sostenible se introducen en el Plan General de Desarrollo Económico y Social de 1993, dando lugar a la constitución del Ministerio de Desarrollo Sostenible y Medio Ambiente (MDSMA), que luego en 1995 se fusiona con la cartera de planificación. En el mismo año 1995 se firma un convenio con la FAO para formular la Política Nacional de Cuencas, resultando un diagnóstico y priorización de cuencas de intervención y una propuesta técnica de institucionalidad del Plan de Manejo de Cuencas Hidrográficas de Bolivia. Si bien este plan no llegó a implementarse, podría considerarse la primera expresión de una Política Nacional de Cuencas en Bolivia.

### Gestación del Plan Nacional de Cuencas (2000-2006)
Después de la guerra del agua, las medidas de fuerzas entre movimientos sociales y gobiernos de turno crearon un entorno favorable en el que prosperó y cobró notoriedad la reflexión sobre un nuevo modelo legal e institucional hídrico-ambiental, al que le dieron su respaldo, visiones distintas, es decir desde, la academia, la política, la cooperación, las instituciones y organizaciones sociales, rurales y urbanas.
Siguieron procesos de construcción legal, siendo rechazado el nuevo marco legal de agua con rasgos privatizadores (anteproyecto de Ley del Recurso Agua versión No.32), sectores del gobierno con especial interés en agua potable, riego, minería y en el sector energético, cada uno por separado, promovieron sus propios marcos legales (sub)sectoriales capaces de asegurar su acceso y derechos asociados al agua. De esta manera, se ahondó en la ingobernabilidad hídrica.

### Inicio (2006-2009)
Como expresión de la relevancia que había adquirido el tema del agua en el escenario político de los años anteriores, el nuevo gobierno del Presidente Evo Morales Ayma (2006) crea el Ministerio del Agua, compuesto por tres viceministerios: Viceministerio de Riego, Viceministerio de Servicios Básicos y Viceministerio de Cuencas y Recursos Hídricos. Delegando a este último plasmar la visión de desarrollo de una nueva cultura del agua en Bolivia, destinado al planteamiento de nuevas políticas, programas y leyes.
El avance más significativo de este período es la formulación del Marco Conceptual y Estratégico del Plan Nacional de Cuencas (2007), la conformación de un fondo canasta de financiamiento de las iniciativas del Plan y el desarrollo de capacidades institucionales nacionales en el Viceministerio.

## Autoridades responsables
| Ministerio de Agua (2006-2009) | Ministerio de Medio Ambiente y Agua (2009-2019) |
| --- | --- |
| Ministros Abel Mamani Marca (enero de 2006-noviembre de 2007) Walter Valda Rivera (noviembre de 2007-abril de 2008) René Orellana Halkyer (abril de 2008-enero de 2009) | Ministros René Orellana Halkyer (enero de 2009-enero de 2010) María Esther Udaeta Velásquez (enero de 2010-enero de 2011) Mabel Monje Villa (enero de 2011-enero de 2012) Felipe Quispe Quenta (enero de 2012-agosto de 2012) José Antonio Zamora Gutiérrez (agosto de 2012-enero de 2015) María Alexandra Moreira López (enero de 2015-enero de 2017) Carlos Ortuño Yáñez (enero de 2017-noviembre de 2019) |
| Viceministros de Cuencas y Recursos Hídricos Walter Valda Rivera (enero de 2006-noviembre de 2007) Germán Justo Aramayo (noviembre de 2007-enero de 2009)               | Viceministros de Recursos Hídricos y Riego David Alconcé Chiri (enero de 2009-septiembre de 2009) Carlos Ortuño Yáñez (septiembre de 2009-enero de 2017) Braulio Huaylla Cáceres (enero de 2017-noviembre de 2019) |